# Sormonne
Sormonne és un municipi francès situat al departament de les Ardenes i a la regió del Gran Est. L'any 2007 tenia 565 habitants.

## Demografia

### Població
El 2007 la població de fet de Sormonne era de 565 persones. Hi havia 205 famílies de les quals 37 eren unipersonals (12 homes vivint sols i 25 dones vivint soles), 64 parelles sense fills, 88 parelles amb fills i 16 famílies monoparentals amb fills.
La població ha evolucionat segons el següent gràfic:
Habitants censats

### Habitatges
El 2007 hi havia 218 habitatges, 211 eren l'habitatge principal de la família i 7 estaven desocupats. 210 eren cases i 8 eren apartaments. Dels 211 habitatges principals, 165 estaven ocupats pels seus propietaris, 43 estaven llogats i ocupats pels llogaters i 3 estaven cedits a títol gratuït; 1 tenia una cambra, 2 en tenien dues, 6 en tenien tres, 50 en tenien quatre i 152 en tenien cinc o més. 162 habitatges disposaven pel capbaix d'una plaça de pàrquing. A 79 habitatges hi havia un automòbil i a 120 n'hi havia dos o més.

### Piràmide de població
La piràmide de població per edats i sexe el 2009 era:
| Homes | Edats   | Dones |
| ----- | ------- | ----- |
| 0     | 95 o +  | 0     |
| 0     | 90 a 94 | 0     |
| 0     | 85 a 89 | 0     |
| 4     | 80 a 84 | 0     |
| 4     | 75 a 79 | 0     |
| 12    | 70 a 74 | 4     |
| 8     | 65 a 69 | 12    |
| 8     | 60 a 64 | 8     |
| 12    | 55 a 59 | 16    |
| 16    | 50 a 54 | 16    |
| 24    | 45 a 49 | 16    |
| 20    | 40 a 44 | 32    |
| 28    | 35 a 39 | 12    |
| 16    | 30 a 34 | 20    |
| 24    | 25 a 29 | 20    |
| 20    | 20 a 24 | 20    |
| 20    | 15 a 19 | 32    |
| 32    | 10 a 14 | 28    |
| 16    | 5 a 9   | 16    |
| 24    | 0 a 4   | 12    |

## Economia
El 2007 la població en edat de treballar era de 394 persones, 298 eren actives i 96 eren inactives. De les 298 persones actives 278 estaven ocupades (142 homes i 136 dones) i 20 estaven aturades (10 homes i 10 dones). De les 96 persones inactives 34 estaven jubilades, 26 estaven estudiant i 36 estaven classificades com a «altres inactius».

### Ingressos
El 2009 a Sormonne hi havia 210 unitats fiscals que integraven 573 persones, la mediana anual d'ingressos fiscals per persona era de 18.747 €.

### Activitats econòmiques
Dels 18 establiments que hi havia el 2007, 1 era d'una empresa extractiva, 4 d'empreses de construcció, 2 d'empreses de comerç i reparació d'automòbils, 1 d'una empresa de transport, 1 d'una empresa immobiliària, 4 d'empreses de serveis, 1 d'una entitat de l'administració pública i 4 d'empreses classificades com a «altres activitats de serveis».
Dels 7 establiments de servei als particulars que hi havia el 2009, 1 era un paleta, 3 lampisteries i 3 perruqueries.
L'any 2000 a Sormonne hi havia 7 explotacions agrícoles.

## Equipaments sanitaris i escolars
El 2009 hi havia una escola elemental.

## Poblacions més properes
El següent diagrama mostra les poblacions més properes.